# Harold Burrough
Harold Martin Burrough (ur. 4 lipca 1889 w hrabstwie Herefordshire, zm. 22 października 1977 w Hindhead w hrabstwie Surrey) – oficer marynarki brytyjskiej, admirał, służył podczas obu wojen światowych.

## Życiorys
Służył w marynarce brytyjskiej od maja 1903. W 1909 uzyskał stopień kapitana marynarki. Podczas I wojny światowej służył jako oficer artyleryjski krążownika lekkiego HMS "Southampton", na którym brał udział w bitwie jutlandzkiej.
W okresie międzywojennym służył m.in. na pancerniku HMS "Barham" na Morzu Śródziemnym (1926-1927). W latach 1928-1929 służył w Admiralicji. W 1930 odbył kurs taktyczny starszych oficerów w Royal Navy War College. W latach 1930-1932 był dowódcą (oficerem flagowym - Flag Captain) krążownika ciężkiego HMS "London" - okrętu flagowego 1. Eskadry Krążowników i zarazem szefem sztabu (Chief Staff Officer) admirała dowodzącego tą eskadrą. Od kwietnia 1935 do 1937 dowodził 5. Flotyllą Niszczycieli Home Fleet i jej flagowym niszczycielem HMS "Exmouth". W międzyczasie zajmował różne stanowiska sztabowe i szkoleniowe na lądzie. 

## II wojna światowa
W chwili wybuchu II wojny światowej, w stopniu kontradmirała, wchodził w skład Rady Admiralicji zajmując stanowisko Asystenta Szefa Sztabu Morskiego do spraw handlu morskiego (Assistant Chief of Naval Staff (Trade), od stycznia 1939 do lipca 1940). Był też wówczas doradcą morskim króla. 
Od 10 września 1940 do sierpnia 1942 dowodził 10. Eskadrą Krążowników, na okręcie flagowym HMS "Kenya", od 1 stycznia 1942 HMS "Nigeria". Między innymi brał udział w rajdzie na Vågsøy (operacja Archery), za co został odznaczony orderem DSO. Dowodził także eskortą konwoju (zespołem X) operacji zaopatrzeniowej Pedestal na Maltę, w ciężkich walkach z siłami Osi 11-13 sierpnia 1942 (po storpedowaniu krążownika „Nigeria”, przeniósł się wówczas na niszczyciel HMS "Ashanti"). Za udział w tej operacji został Rycerzem Komandorem Orderu Imperium Brytyjskiego (KBE).
Od 18 sierpnia 1942 do 1943 służył na lądzie, w bazie HMS „President”, lecz także dowodził wschodnim zespołem podczas operacji Torch (lądowania w Afryce Północnej). 
Zajmował następnie wysokie stanowiska dowódcze na śródziemnomorskim teatrze działań. Od 19 stycznia 1945 był głównodowodzącym alianckich morskich sił ekspedycyjnych (Naval Expeditionary Force) we Francji i Niemczech, a następnie, do 1946, głównodowodzącym brytyjskiej marynarki w Niemczech. Od 1946 do 1948 był głównodowodzącym Dowództwa Nore w Wielkiej Brytanii. 3 lutego 1949 odszedł w stan spoczynku.
Burrough był jednym z sygnatariuszy dokumentu kapitulacji III Rzeszy, podpisanego w Reims 7 maja 1945.
W 1914 ożenił się z Nellie Wills Outhit, miał dwóch synów i trzy córki.

## Kariera[2]
- 1904 – Midshipman (midszypman)
- ? – Sub-Lieutenant (porucznik marynarki)
- 15.10.1909 – Lieutenant (kapitan marynarki), ze starszeństwem od 30.05.1909
- 30.05.1917 – Lieutenant Commander (komandor podporucznik)
- 31.12.1921 – Commander (komandor porucznik)
- 30.06.1928 – Captain (komandor)
- 01.08.1939 – Rear-Admiral (kontradmirał)
- 30.10.1942 – Vice-Admiral (wiceadmirał)
- 25.09.1945 – Admiral (admirał)

## Ordery i odznaczenia
- Order Łaźni I Klasy – 1 stycznia 1949
- Order Łaźni II Klasy – 8 czerwca 1944
- Order Łaźni III Klasy – 8 czerwca 1939
- Orderu Imperium Brytyjskiego II Klasy (wojskowy) – 8 września 1942[3]
- Distinguished Service Order – dwukrotnie: 3 kwietnia 1942[4] i 20 kwietnia 1943[5]
- Navy Distinguished Service Medal (Stany Zjednoczone) – 19 stycznia 1943[6]
- Legia Zasługi II Stopnia (Stany Zjednoczone) – 15 października 1946
- Order Oranje-Nassau I Klasy (Holandia) – 20 maja 1947
- Legia Honorowa II Klasy (Francja) – 1949